# Anomis picta
Anomis picta là một loài bướm đêm trong họ Erebidae.